# 莲花石雕
莲花石雕，位于中国广东省云浮市罗定市分界镇先经围村，为罗定市的一个市级文物保护单位，类型为石窟寺及石刻，公布时间为1994年6月8日。
莲花石雕的历史年代为唐代。